# Бали
Бали е тропически остров, разположен на 8 градуса южно от екватора, в сърцето на Индонезийския архипелаг – най-големия на планетата, състоящ се от около 17 500 острова. Бали е част от Зондските острови и по-точно от подгрупата Малки Зондски острови. Образува верига заедно с остров Ява на запад и Ломбок на изток. Южните му брегове се мият от Индийския океан, а северните му – от тихоокеанското море Бали.
Бали се нарича и индонезийската провинция, образувана от остров Бали и няколко по-малки острова (Нуса Пенида, Нуса Лембонган, Нуса Ченинган и други). Столица на провинция Бали е Денпасар – вторият по големина град в Източна Индонезия след Макасар. Бали е единствената провинция в Индонезия с индуистко мнозинство, 83.5% от населението ѝ изповядва Балийски индуизъм.
Бали е част от кораловия триъгълник, зоната с най-голямо биологично разнообразие от морски видове, особено риби и костенурки. Само в тази зона могат да бъдат открити над 500 вида рифови корали.
Заради богатата си история, култура и изкуства – танци, скулптура и живопис, красивите плажове, природа и тропическия климат, Бали е смятан за едно от най-красивите места в света. С десетките си хиляди храмове и пагоди Бали е известен още като „Острова на хилядата храма“.

## География
Дължината на острова е 153 km, ширината му е 112 km, а площта – 5633 km2. Най-високата точка е връх Агунг – 3031 m, активен вулкан, който последно е изригвал през май 2019 г. Между островите Бали и Ломбок минава т. нар. линия Уолъс, граница между флората и фауната на тропическа Азия и тези на Австралия и Нова Гвинея. На запад протока Бали (ширина 2,2 km) го отделя от остров Ява, а на изток протока Ломбок (35,6 km) – от остров Ломбок. Бреговете му са предимно стръмни, слабо разчленени и само на юг, врайона на град Денпасар се обособява по-голям полуостров.

### Релеф
На острова в посока запад – изток се простира планинска верига, зона с висока вулканична активност. Двата големи действащи вулкана са Агунг и Батур (1717 m), разположени в североизточната част. В средната част на острова е неактивният вулканичен комплекс Буян-Братан (Buyan-Bratan), известен и като калдера Бедегул, Братан, Катур или Тятур. И трите вулканични системи представляват потенциална опасност, но най-вече системата Агунг.
Вулканичната дейност обуславя високата плодородност на почвата, високите планини допринасят за обилни валежи, спомагащи за високопроизводителния селскостопански сектор. Южно от планините има широка, постоянно спускаща се зона, където се отглежда по-голямата част от голямата оризовата продукция на Бали. Северната страна на планината се спуска по-стръмно към морето, климатът е относително сух и това е основната зона за производство на кафе, но също и ориз, зеленчуци и говеда.
Островът е заобиколен от коралови рифове. Плажовете на юг имат по-често бял пясък, докато тези на север и запад са с черен. Черните пясъчни плажове между Пасут и Клатингдукух се разработват за туризъм, но освен морския храм на Танах Лот, те все още не се посещават значимо. Бали няма основни водни пътища, въпреки че река Хо е плавателна за малки лодки сампан. Най-дългата река, река Аюнг, е дълга около 75 km.

### Климат
Климатът е тропически, с висока влажност. От ноември до март има мусонни дъждове, идващи от северозапад. Централната планинска верига води до много неравномерно разпределение на валежите на острова. Около 2000 мм валежи падат в южната му част. В планините те се увеличават до 3000 мм, докато северният бряг на Бали, който е в дъждовната сянка, получава само около 1000 мм валежи.
Средната годишна температура е 24 – 34 °C на морско равнище, в сухия сезон от май до октомври средно 10 – 20 °C в планините и 29 – 34 °C в крайбрежните райони.
| Средни месечни температури и валежи за Денпасар                                                            | Средни месечни температури и валежи за Денпасар | Средни месечни температури и валежи за Денпасар | Средни месечни температури и валежи за Денпасар | Средни месечни температури и валежи за Денпасар | Средни месечни температури и валежи за Денпасар | Средни месечни температури и валежи за Денпасар | Средни месечни температури и валежи за Денпасар | Средни месечни температури и валежи за Денпасар | Средни месечни температури и валежи за Денпасар | Средни месечни температури и валежи за Денпасар | Средни месечни температури и валежи за Денпасар | Средни месечни температури и валежи за Денпасар | Средни месечни температури и валежи за Денпасар |
| Месеци | яну.                                            | фев.                                            | март                                            | апр.                                            | май                                             | юни                                             | юли                                             | авг.                                            | сеп.                                            | окт.                                            | ное.                                            | дек.                                            | Годишно                                         |
| Средни максимални температури (°C)                                                                         | 33,0                                            | 33,4                                            | 33,6                                            | 34,4                                            | 33,1                                            | 31,4                                            | 30,4                                            | 29,6                                            | 31,4                                            | 33,6                                            | 32,7                                            | 33,0                                            |                                                 |
| Средни минимални температури (°C)                                                                          | 24,1                                            | 24,2                                            | 24,0                                            | 24,8                                            | 24,1                                            | 23,5                                            | 23,0                                            | 22,5                                            | 22,9                                            | 23,7                                            | 23,5                                            | 23,5                                            |                                                 |
| Средни месечни валежи (mm)                                                                                 | 345                                             | 274                                             | 234                                             | 88                                              | 93                                              | 53                                              | 55                                              | 25                                              | 47                                              | 63                                              | 179                                             | 276                                             |                                                 |
| Среден месечен брой дъждовни дни                                                                           | 27                                              | 22                                              | 20                                              | 9                                               | 8                                               | 6                                               | 4                                               | 4                                               | 8                                               | 12                                              | 16                                              | 22                                              |                                                 |
| --- | ----------------------------------------------- | ----------------------------------------------- | ----------------------------------------------- | ----------------------------------------------- | ----------------------------------------------- | ----------------------------------------------- | ----------------------------------------------- | ----------------------------------------------- | ----------------------------------------------- | ----------------------------------------------- | ----------------------------------------------- | ----------------------------------------------- | ----------------------------------------------- |
| Източник: World Weather Information Service, Климатична информация за Денпасар (Индонезия), 1961 – 1990 г. |                                                 |                                                 |                                                 |                                                 |                                                 |                                                 |                                                 |                                                 |                                                 |                                                 |                                                 |                                                 |                                                 |

## Население
Населението на Бали по последната оценка към средата на 2019 г. е 4 322 000 души. От началото на XXI век то се е увеличило с повече от един милион. Бали, на фона на ислямска Индонезия, се откроява със своя етнос, култура и религия. 93% са индуисти, а повечето от останалата част мюсюлмани. Интересно е, че за разлика от Индия тук кравата не е свещено животно.
Най-големият град е столицата на провинцията Денпасар, близо до южното крайбрежие. Населението му е около 834 881 (2012 г.). Вторият по големина град на Бали е старата колониална столица Сингараджа, която се намира на северния бряг и е дом на около 100 000 души. Град Убуд, северно от Денпасар, със своята архитектура, изкуства и занаяти е смятан за културния център на Бали. Едни от забележителностите там са художествената галерия за женско изкуство „Сенивати“ и музеят „Рудана“. Плажният курорт Кута на практика е част от градската зона на Денпасар.  Важни туристически атракции са и Санур, Джимбаран, Семинийак и ново обновения град Нуса Дуа.
Най-важният селскостопански отрасъл в Бали е земеделието, като най-вече се отглеждат ориз, кафе, кокосови палми, овощни насаждения. Значителен брой от жителите на острова са рибари.

## История
Независимо будистко кралство е установено на острова през 5 век. През 11 век Бали е завладян от индуиското кралство Маджапахит (1293 г. – 1520 г.) от остров Ява, чрез кралски брак на балийския крал Удаяна и принцеса Махендрадата от източна Ява. Чрез този съюз индуизмът се слива с будизма, смесвайки и примитивни анимистични вярвания и обожествяване на предците с индийски божества. Европейците откриват за първи път острова през 1597 година, когато холандският откривател Корнелиус де Хутман с португалски кораб акостира на бряг Букит. След няколко последователни войни (1846 г. – 1849 г.) холандците завладяват острова. През Втората световна война Япония превзема Бали, който става част от Република Източна Индонезия, през 1948 г. Обединена Индонезия. През 1965 г. след неуспешен опит за преврат срещу правителството, са избити симпатизанти на комунистическата партия на Индонезия.
На 12 октомври 2002 г. в туристическия град Кута терористичен атентат убива 202 души, повечето от които туристи.

### Език
Балийският и индонезийският са двата най-разпространени езика на остров Бали. Повечето от жителите на Бали говорят и английски, заради туристите, посещаващи острова.

### Култура
Бали е известен с балийските танци, скулптура, рисуване и дърворезба.

## В художествената литература
На преживяванията на остров Бали е посветена част от книгата на Андрей Едрев „Островът“.